# Akko dionaea
Akko dionaea är en fiskart som beskrevs av Ray S. Birdsong och Robins, 1995. Akko dionaea ingår i släktet Akko och familjen smörbultsfiskar. Inga underarter finns listade i Catalogue of Life.